# Autódromo Santiago Yaco Guarnieri
El Autódromo Santiago "Yaco" Guarnieri es un circuito de competiciones de deportes de motor, ubicado en las afueras de la Ciudad de Resistencia, en la Provincia del Chaco, Argentina. Es un circuito de 2695 metros que generalmente utiliza el sentido horario para el recorrido de todas las competencias que allí se desarrollan. 
El Autódromo se encuentra en la parte Norte de la Ciudad de Resistencia, a 1 km del cruce de la Ruta Nacional 16 con la Ruta Nacional 11. Debido a su estratégica ubicación, cercano a la Ciudad de Corrientes y a la vera del camino hacia las ciudades Formosa (Ruta 11) y Presidencia Roque Sáenz Peña (Ruta 16), es considerado a nivel nacional como el "Autódromo Regional del Nordeste". 
Anteriormente, este autódromo recibía categorías de nivel nacional como el TC 2000, el Top Race o el Campeonato Argentino de Motociclismo. En el año 2005, tuvo la oportunidad de recibir a la categoría nacional Turismo 4000 Argentino, la cual posee coches de similares prestaciones que el Turismo Carretera, categoría que se ve impedida de visitar este autódromo a causa de su corto kilometraje y por su dibujo, catalogado por muchos como muy trabado. Uno de los puntos flacos de la infraestructura de esta autódromo, es el terreno en el que se encuentra emplazado, el cual fue centro de innumerables críticas debido a las inundaciones que se suceden los días lluviosos. Tal es así que las instalaciones del circuito quedan bajo agua, imposibilitando el normal desarrollo de las actividades. Una muestra de ello fue la suspensión de la fecha 13º del Campeonato 2009 de Top Race, a causa de la fuerte lluvia caída el día viernes y del anegamiento de los accesos al autódromo.
En 2017, el autódromo fue reacondicionado para servir como vivac de acampe para la competencia del Rally Dakar que en esa temporada tuvo un breve paso por la Provincia del Chaco, los días 2 y 3 de enero. Sin embargo, tras el paso de esta populosa competencia, el circuito fue clausurado y su actividad fue impedida, quedando el mismo en total estado de abandono, llegando a rumorearse la posible venta del predio. Finalmente, tales rumores fueron desmentidos tras concretarse el traspaso de la jurisdicción del autódromo a la órbita municipal a partir del año 2022.

## Historia
A mediados de la década del '70, un grupo de entusiastas seguidores del automovilismo crearon la primera institución representativa del automovilismo chaqueño: el Chaco Automoto Club. Por medio de esta entidad, este grupo de seguidores comenzó a tallar la idea de poder crear un circuito propio para la Provincia y la Región, con la idea de poder preparar a sus primeros representantes a nivel nacional y también de poder recibir de esta forma a las principales categorías de automovilismo del país. Finalmente, la idea tomó forma, gracias a la intervención del Gobierno Provincial, a través de su máximo órgano fiduciario: Lotería Chaqueña. Fue así que el 24 de junio de 1979 terminaría siendo inaugurado el "Autódromo Regional del Nordeste", el cual tomaría unos años más tarde el nombre de Santiago “Yaco” Guarnieri, un expiloto de origen italiano, quien se afincó en la Ciudad de Resistencia en 1923 y supo formar parte de la legión de pioneros del automovilismo chaqueño, ya sea por sus participaciones a nivel nacional, como por haber sido miembro fundador del Chaco Automoto Club. Y ya en la apertura, el autódromo tuvo su primera actividad nacional, con la incursión de la Fórmula 1 Mecánica Argentina. El triunfo de esa competencia le correspondió al piloto Mauricio García, mientras que el acto de inauguración contó con la presencia de destacadas figuras del deporte como Juan Manuel Fangio y José Froilán González, quienes engalanaron la jornada. Como curiosidad, ese mismo día Fangio celebraba su cumpleaños número 68.
Con el correr de los años, otras categorías fueron partícipes dentro de este escenario, como el Turismo Competición 2000, la Fórmula 3 Sudamericana o el Campeonato Argentino de Motociclismo. Al mismo tiempo, comenzaban a desarrollarse las primeras actividades automovilísticas zonales, organizadas por la Federación Chaqueña de Automovilismo, entidad que se creó nucleando al Chaco Automoto Club con otras instituciones del interior provincial. Entre las tantas figuras que se presentaban en estas categorías, comenzaba a emerger la de quien sería hoy en día el piloto más importante del automovilismo chaqueño: Juan Manuel Silva, campeón de Fórmula Renault Argentina (1993), TC 2000 (1999) y Turismo Carretera (2005).
Sin embargo, no todas fueron buenas para este autódromo, ya que los conflictos también fueron parte de su historia. Los más recordados fueron los conflictos mantenidos por el Chaco Automoto Club con el Automóvil Club Argentino en 1996 y con la Federación Chaqueña de Automovilismo en 2004. En el primero, la entidad provincial rehusó cumplir con algunas observaciones hechas por la entidad nacional para mejorar la seguridad del circuito, motivo por el cual los chaqueños se quedaron durante seis años sin poder volver a ver automovilismo de primer nivel. Mientras, en el segundo, la entidad fiscalizadora había recibido el autódromo de manos de Lotería Chaqueña en calidad de comodato por 30 años. Al haber caducado la concesión, las autoridades del ChAC pretendían revalidarla, recibiendo como respuesta la negativa de Lotería, que pretendía entregarlo a la Federación Chaqueña, por lo que se terminaría generando otro conflicto que volvería a dejar a los chaqueños sin automovilismo.
Felizmente, todos estos hechos fueron superados, siendo también agrandada la agenda automovilística del trazado con la llegada de las categorías Top Race y Turismo 4000 Argentino, las cuales realzarían el nivel de calidad de este autódromo. 
Actualmente, la administración del mismo corre por cuenta de la Municipalidad de la Ciudad de Resistencia, la cual se hizo cargo de la administración del mismo tras la aprobación de la Ley 3434-A de la Legislatura Provincial, por la cual fue autorizado el traspaso del dominio del autódromo por parte de Lotería Chaqueña (su anterior administrador) al Municipio capitalino. La toma de posesión definitiva del circuito se concretó el 17 de febrero de 2022, tras lo cual comenzaron las obras de remodelación para su reapertura.

## Santiago Guarnieri
El autódromo de Resistencia, debe su nombre a este inmigrante italiano que supiera competir a nivel nacional, utilizando el seudónimo “Yaco”. Nacido el 2 de mayo de 1919, en Pozzolo, Parma, Italia, llegó a la Argentina en el buque "Duque A. Busi" con su padre y cuatro hermanos, huérfano de madre, instalándose en Resistencia, Chaco el 21 de diciembre de 1923.
Había cursado sus estudios primarios en la Escuela n° 33, tras los cuales se volcó a estudiar Ingeniería Mecánica por correspondencia, a través de la International School de los Estados Unidos, sin embargo, no pudo culminar tales estudios, ya que el estallido de la Segunda Guerra Mundial, cortó todo tipo de comunicaciones y suministros por parte del país del norte.
A sus veinte años ingresó a trabajar en la Agencia de autos Ford y en la Empresa Mellidense, reconocida por sus talleres mecánicos de los cuales Guarnieri fue jefe y más tarde, miembro de su directorio. Su participación en estas empresas lo terminaron ligando al universo automovilístico, fundando la Cámara de Rectificadores del Nordeste y más tarde, el  23 de noviembre de 1947, integró el grupo de socios fundadores que dieron vida al Chaco Automoto Club, institución señera del deporte motor en la Provincia del Chaco. Fue también socio fundador del Club Náutico de Barranqueras, desde el 27 de septiembre de 1947 y como parte de sus proyectos propios, fue fundador de la Estación de Servicios "El Cruce", concesionaria de YPF ubicada en el cruce de la Ruta Nacional 11 con Avenida Alvear, uno de los accesos de Resistencia. Su incursión dentro del Chaco Automoto Club, lo llevaron a competir en distintas oportunidades dentro del Turismo Carretera, dándose a conocer con el seudónimo "Yaco". Al mismo tiempo, fomentó el desarrollo del deporte motor en el Chaco, organizando la competencia de "La Vuelta del Chaco" del Turismo Carretera, a través del Ch.A.C. 
Falleció en Resistencia, el 21 de diciembre de 1986, a los 67 años.

## Historial del TC 2000
| Carrera n.º | Fecha                   | Piloto ganador          | Automóvil         |
| ----------- | ----------------------- | ----------------------- | ----------------- |
| 1           | 14 de julio de 1980     | Jorge Omar del Río      | Dodge 1500        |
| 2           | 1º de julio de 1984     | Esteban Fernandino      | Ford Taunus       |
| 3           | 7 de julio de 1985      | Mario Gayraud           | Ford Sierra       |
| 4           | 10 de agosto de 1986    | Juan María Traverso     | Renault Fuego     |
| 5           | 12 de diciembre de 1993 | Miguel Ángel Etchegaray | Renault Fuego     |
| 6           | 4 de junio de 1995      | Daniel Cingolani        | Renault 19        |
| 7           | 21 de octubre de 2001   | Gabriel Ponce de León   | Ford Escort Zetec |
| 8           | 9 de junio de 2002      | Daniel Cingolani        | Honda Civic       |
| 9           | 30 de agosto de 2003    | Gabriel Ponce de León   | Ford Focus        |
| 10          | 23 de julio de 2006     | Juan Manuel Silva       | Honda Civic       |
| 11          | 29 de junio de 2008     | Christian Ledesma       | Chevrolet Astra   |
| 12          | 5 de julio de 2009      | Mariano Werner          | Toyota Corolla    |
| 13          | 27 de junio de 2010     | Néstor Girolami         | Honda New Civic   |
| 14          | 5 de junio de 2011      | Matías Rossi            | Toyota Corolla    |

## Historial del Top Race
| Carrera n.º | Fecha               | Piloto ganador    | Automóvil             |
| ----------- | ------------------- | ----------------- | --------------------- |
| 1           | 16 de mayo de 2004  | Juan Manuel Silva | BMW Serie 3           |
| 2           | 16 de mayo de 2004  | Alejandro Bini    | Chevrolet Vectra II   |
| 3           | 4 de abril de 2010  | Guido Falaschi    | Ford Mondeo II        |
| 4           | 31 de julio de 2011 | Agustín Canapino  | Mercedes-Benz Clase C |

## Récords actuales

### TC 2000
- Récord de clasificación: Matías Rossi - Toyota Corolla; 1' 02" 034/1000 (2011)
- Récord de carrera: Néstor Girolami - Honda New Civic; 44' 01" 755/1000 (2010)
- Récord de vuelta: Matías Rossi - Toyota Corolla; 1' 02" 956/1000 (2011)

### Top Race
- Récord de vuelta: Guido Falaschi - Ford Mondeo II; 1' 05" 397/1000

## Máximos ganadores

### TC 2000
- Gabriel Ponce de León: 2 triunfos
- Daniel Cingolani: 2 triunfos

### Top Race
- Juan Manuel Silva: 1 triunfo
- Alejandro Bini: 1 triunfo
- Guido Falaschi: 1 triunfo
- Agustín Canapino: 1 triunfo

### Top Race Series
- Humberto Krujoski: 1 triunfo
- Lucas Benamo: 1 triunfo

### TC Mouras (ex-TC Pista B)
- Leonel Fernández: 1 triunfo[12]

### Turismo 4000 Argentino
- Oscar Sánchez: 1 triunfo